# Lacul Hârtop V
Lacul Hârtop V (monument al naturii) este o arie protejată de interes național ce corespunde categoriei a III-a IUCN (rezervație naturală de tip mixt), situată în județul Argeș, pe teritoriul administrativ al comunei Rucăr.

## Descriere
Rezervația naturală declarată arie protejată prin Legea Nr.5 din 6 martie 2000, se află în partea sudică a Munților Făgăraș, în bazinul râului Doamnei, în apropierea râului Leaota, la o altitudine de 2.100 m și se întinde pe o suprafață de 1 ha.
Aria naturală protejată, cunoscută și sub denumirile de Lacul dintre Scoici sau Lacul Roșu (după culoarea apei reflectată de la stâncile din maluri), reprezintă un lac de origine glaciară cu fundul acoperit cu pietriș și nisip și cu maluri stâncoase, acoperite din loc în loc cu arbusti din specia jneapănului (Pinus mugo).